# Robby Scott
Pour les articles homonymes, voir Scott.
 (juin 2017).
Robert John Scott (né le 29 août 1989 à Miami, Floride, États-Unis) est un ancien lanceur gaucher de la Ligue majeure de baseball.

## Carrière
Robby Scott joue pour les Seminoles de l'université d'État de Floride, mais n'est jamais repêché par un club de la Ligue majeure de baseball. Il se tourne vers le baseball indépendant et, alors qu'il joue en 2011 avec les Scorpions de Yuma dans la North American League, il attire l'attention des Red Sox de Boston, avec qui il signe en août 2011 son premier contrat professionnel.
Scott fait ses débuts dans le baseball majeur avec les Boston le 2 septembre 2016 et obtient en 2017 un poste de lanceur de relève avec les Red Sox.